# Matthias Lixenfeld

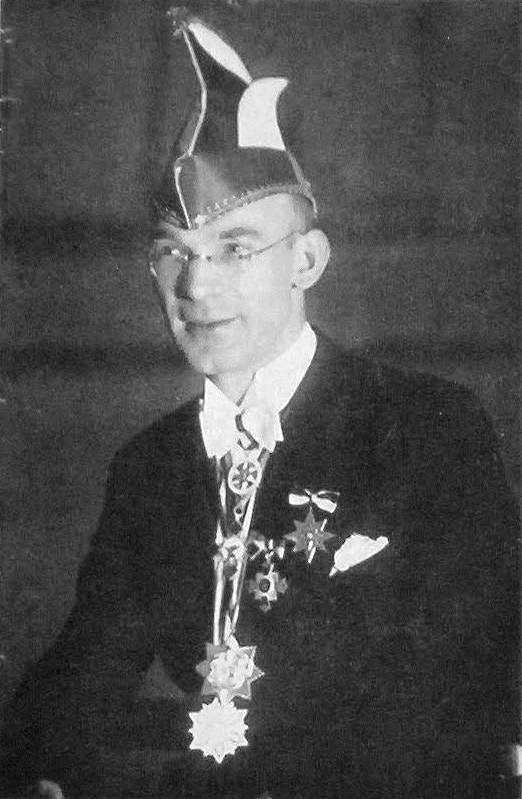
Matthias Lixenfeld

Matthias Lixenfeld (* 11. September 1899 in Duisburg; † 20. November 1986 ebenda) war ein deutscher Komponist, Illusionist und Karnevalist.

## Leben
Matthias Lixenfeld wurde im Arbeiterstadtteil Hochfeld als Sohn von Johann-Friedrich und Sophia Lixenfeld geboren. In seiner Geburtsurkunde wird der Vorname noch mit „Mathias“ angegeben. Gegen Ende des Ersten Weltkriegs wurde er noch eingezogen. Nach dem Krieg lernte er Maschinenbau und fing bei der Demag an. Gleichzeitig ließ er sich in der Abendschule in Kompositionslehre unterrichten. Während der Zeit der Inflation betätigte sich Matthias Lixenfeld mit Klavierspielen, bis die Demag ihn wieder beschäftigte.
Seit 1928 war Matthias Lixenfeld Karnevalist. In allen Stadtteilen gab es damals, im Gegensatz zu heute, noch größere und kleinere Säle oder Gesellschaftszimmer. Wo nicht, fand der Fastnachtstrubel auch in den Gaststätten statt. In einer solchen Gaststätte, nämlich „Zum Klösterchen“ in der Altstadt, lernte er 1930 den „Oldstädter Jong“ Hans Hemmer kennen. Dieser war von Lixenfelds Klavierspiel so überzeugt, dass er die beiden Lieder vom „Pfeffermünzmariechen“ und vom „Wedaustrand“ bei der Karnevalssitzung des Turn- und Sportvereins 1848/99 ins Programm nahm. Der Auftritt war ein voller Erfolg und der Beginn der musikalisch-karnevalistischen Laufbahn Lixenfelds. Damals wurde ihm auch sein erster „echt goldener Orden aus Messing“ mit schwarzweißer Schleife, handgehämmert von Karl Emmerich, verliehen.
Viele Pioniere des Duisburger Karnevals wie Josef Grabowski, Hubert Neukirchen oder Harry Waldmann stellten Matthias Lixenfeld in den Mittelpunkt ihrer Sitzungen. Er verfasste eine Vielzahl von Liedern und Märschen. Als echtem Duisburger und sogar Hochfelder Jong lag ihm die Mundart sehr am Herzen. Schon früh inspirierte ihn seine Liebe zu seiner Vaterstadt zu dem Text „Op min old Duisburg“, das 1932 anlässlich einer Rundfunkübertragung aus der Tohnalle vom bekannten Orchester Leo Eysoldt uraufgeführt wurde. Seine enge Verbundenheit zu seiner rheinischen Heimat machte er mit folgendem Lied deutlich: „Ich grüße die Heimat, die Scholle am Rhein, Ich grüße euch, deutsche Mägdelein, Euch Burgen und Reben auf sonnigen Höh'n. O Heimat, wie bist du so schön!“. Als im Jahr 1934 der „Tierpark“ in Duisburg angelegt wurde, gab es natürlich direkt ein Fasteloweslied von Matthias Lixenfeld: „Stadt Duisburg kreg en Zoo met Aape dren! Dröm freu ek mich, dat ek ut Duisburg ben!“
Lixenfeld trat bereits zum 1. April 1932 in die NSDAP ein (Mitgliedsnummer 1.166.211).
In den Jahren vor dem Kriege schrieb Matthias Lixenfeld fast zu jedem Rosenmontagszug-Motto ein Lied:
- 1935 „Wi häwwe utgeschlope“
- 1936 „Wie häwwe die Karr am rolle“
- 1937 „An ene Streck“
- und auch 1952 „Wie make wat met“

Für die „Hochfelder Serenade“ mit einem schon damals kräftigen Seitenhieb auf die gute Hochfelder Luft hatte ihm die Duisburger Kupferhütte einen mehrere Meter hohen Kamin mit drei Reihen „rote Lämpkes“ zur Verfügung gestellt.
Ebenfalls 1938 schrieb Lixenfeld ein Volksstück mit Musik „Der Ölprinz von Hochfeld“, ein gravierendes Ereignis in der Historie der Hochfelder. In der Sandgrube am Immendahl des Fuhrunternehmers Hans Dömkes hatten 1937 einige Fastnachtsjecken ein großes Fass mit altem Maschinenöl vergraben. Ein Klempnermeister und „Altertumsforscher“, dem dieser Scherz gegolten hatte, setzte zum Erschrecken der Urheber städtische und sonstige Behörden in Bewegung. Natürlich löste sich alles in Wohlgefallen auf. Selbst der Oberbürgermeister stieg Rosenmontag auf den Ölprinzenwagen. Nach dem Krieg erfuhr Lixenfeld, dass man aus seinem Ölprinzen im wahrsten Sinne eine Staatsaktion gemacht hatte, da sogar die „Geheime Staatspolizei“ beim Theaterverein „Alt Heidelberg“ alle Rollenbücher beschlagnahmt hatte. 1938 empfahl Hans Bier für den Kinderkarneval auf dem Hochfelder Markt den Ölprinzen wieder aufleben zu lassen. Die intensiven Nachforschungen ergaben eine solche Fülle komischer Situationen, dass Lixenfeld hieraus – frei gestaltet und bühnenwirksam – ein abendfüllendes Theaterstück unter Hinzufügung eigener Lieder schrieb.
Noch unter dem Präsidenten Hans Bier wurde eine Funkengarde gebildet, deren Hauptstützen Hans Bier jun. und Heinz van Groen waren. Funkengarde ohne Tanz war natürlich ein Unding, und so komponierte Lixenfeld 1935 den „Stippeföttkestanz“ im Rheinländertempo, der vor dem Rathaus zum ersten Mal aufgeführt wurde und noch heute fester Bestandteil der inzwischen selbständig gewordenen „Roten Funken“ ist. Auch für die Prinzengarde hatte Lixenfeld einen Marsch komponiert, den er am Abend des 26. Oktober 1938 zu Gehör brachte und der noch heute verwendet wird.
Im Jahr 1947 wünschte sich Paul Baumeister, damals noch Geschäftsführer der K. G. Blau-Weiß, von Lixenfeld einen vereinseigenen Büttenmarsch, den er als „Marsch der Blau-Weißen“ schrieb. Im Jahr 1953 hatten die Blau-Weißen eine stattliche Garde gebildet. Exprinz Karl I., Karl Burggräfe, hielt es für angebracht, für diese Garde einen eigenen Marsch zu besitzen. Noch heute erklingt der „Marsch der Ehrengarde der Stadt Duisburg Blau-Weiß 1929 e. V.“
Nach dem Zweiten Weltkrieg erkannte Lixenfeld eine weitere Begabung, sein Talent für die Zauberei. Von 1945 bis 1948 gab das langjährige Mitglied des „Magischen Zirkels“ nach seinem Eintritt in die „Internationale Artisten-Loge“ Auftritte als Zauberkünstler „Lixerni“ in amerikanischen Clubs, so 1945 in Ulm, und ab 1946 auch in englischen Clubs im Ruhrgebiet.
1949 kam er dem Drängen der DEMAG nach, denn es gab kaum noch Konstrukteure für Siemens-Martin-Öfen. Ein ehemaliger Kollege erinnerte sich, dass er aber manchmal anstatt technischer Zeichnungen Notenlinien aufs Blatt brachte.
Die Nachkriegszeit und die abnormen Verhältnisse boten dem Karnevalisten Lixenfeld eine Fülle von Anregungen. So schrieb er unter anderem die „Schwarzhändler-Ballade“ und das Lied „Die Liebe ist noch immer punktefrei“, in dem er die Kartenflut für die Versorgung der Menschen beschrieb.
Albert Taeger, Humorist und Mitgründer der „Blau-Weißen“ regte Lixenfeld an, ein größeres Potpourri „Die Hamsterfahrt“ zu schreiben. Vorgetragen von Albert Taeger und Willi Reinboldt (als „Knall und Fall“) hatte es einen durchschlagenden Erfolg. Deshalb folgten bald in ähnlicher Gestaltung „Die Schwarzbrenner“ – „Demontagen-Klänge“ und „Der letzte Schwarzhändler“. Nebenbei schrieb Lixenfeld Karnevalslieder, Gedichte, Rosenlieder, Männerchorlieder u. v. m. Und immer wieder mit seinen Texten bestens im Bilde: „Du bist ein kleiner Casanova“ – „Mondschein – Walzer“ – „Lass mich Dein Sputnik sein“ – „Wir halten Maß“ – „Nimm bloß die Pille nicht“ oder „Oh Jacky“ sind nur einige Beispiele. Unvergessen und vorbildlich auch sein Einsatz beim Kinderkarneval der Ehrengarde. „Onkel Matthes“ agierte oft im alten „Rheinhof“.
Im Pensionsalter entdeckte Matthias Lixenfeld wieder seine Liebe zu den Rosen. Bereits 1928 hatte er sein erstes „Rosenlied“ verfasst. Jetzt schrieb er Rosenlieder nach Gedichten von Gottfried Benn, Clemens Brentano, Conrad Ferdinand Meyer und Friedrich Rückert, die beim 85-jährigen Jubiläum des „Vereins Deutscher Rosenfreunde“ im Jahr 1968 uraufgeführt wurden.
Als Matthias Lixenfeld am 20. November 1986 hochbetagt im Alter von 87 Jahren starb, hatte er über vier Jahrzehnte den Duisburger Karneval mit seinen Liedern belebt und erfreut. Seinen Lebensleitspruch hatte Matthias Lixenfeld bei Horaz gefunden: „Dulce est desipere in loco – Lieblich ist´s ein Narr zu sein am rechten Ort“
Einmal sagte er: „In beschaulicher Stunde setzte ich mich zuweilen ans Klavier: Dann seng ek en Liedke op Duisburger Platt, Son Liedke, dat mäck einem Mut. On wor ma dat Läwe uk noch so satt – Et weed doch am End weher gut!“
Zu Ehren des großen Sohnes der Stadt Duisburg gab es am 14. November 2010 in der Aula des Gertrud-Bäumer-Berufskollegs ein Konzert mit seinen bekanntesten Stücken. Am 4. August 2011 wurde in Duisburg die „Matthias Lixenfeld Gesellschaft“ gegründet, die sich zum 30. Juni 2014 wieder auflöste. Seine Erinnerungen und Kompositionen verwahrt heute die Zeitzeugenbörse Duisburg e. V.